# 6-я отдельная армия ПВО
6-я отдельная Краснознамённая армия ПВО (6 ОКА ПВО) — оперативное объединение войск противовоздушной обороны СССР и войск ПВО Российской Федерации.

## История организационного строительства

### Формирование армии
6-я отдельная армия ПВО сформирована в феврале 1961 года на базе Ленинградской армии ПВО на основании Директивы Главного штаба Войск ПВО страны.

### Преобразование армии
- 6-я отдельная армия ПВО в 15 марта 1980 года была расформирована, части и соединения наземных войск ПВО переданы в состав Ленинградского военного округа, а авиационные части армии вошли в состав ВВС Ленинградского военного округа;
- в апреле 1986 года 6-я отдельная армия ПВО была вновь сформирована на базе входившего ранее в её состав 18-го Краснознамённого корпуса ПВО;
- в связи с реформированием Вооруженных сил России 1 июня 1998 года 6-я отдельная Краснознамённая армия ПВО была объединена с 76-й Краснознамённой воздушной армией и получила наименование 6-я армия ВВС и ПВО.
- 13 сентября 2005 года 6-й Краснознамённой армии ВВС и ПВО Указом Президента РФ было присвоено почетное наименование и она стала именоваться 6-я Ленинградская Краснознамённая армия ВВС и ПВО (с 13.09.2005 г.);
- в связи с продолжающимся реформированием Вооруженных сил России 6-я Ленинградская Краснознамённая армия ВВС и ПВО переформирована в 1-е командование ВВС и ПВО, которому переданы все регалии. 1-е командование ВВС и ПВО получило наименование 1-е Ленинградское Краснознамённое командование ВВС и ПВО Западного военного округа (с 1 декабря 2009 года);
- 1-е Ленинградское Краснознамённое командование ВВС и ПВО 1 августа 2015 года переформировано[2] в 6-ю Ленинградскую Краснознамённую армию ВВС и ПВО Западного военного округа.

### История наименований
- 2-й корпус ПВО (с 1937 г.);
- Ленинградский корпусной район ПВО (с ноября 1941 года)[3];
- Ленинградская армия ПВО (с 7 апреля 1942 г.)[4];
- 16-й Особый корпус ПВО[3] (с осени 1945 года);
- 16-й корпус ПВО[3] (с мая 1946 года);
- 16-й зенитно-артиллерийский корпус ПВО)[3] (с июля 1947 года);
- Ленинградский район ПВО[3] (с января 1949 года);
- Особая Ленинградская армия ПВО[3] (с июня 1954 года);
- 6-я отдельная армия ПВО (с февраля 1961 г.);
- 6-я отдельная Краснознамённая армия ПВО (с 22 февраля 1968 г.);
- Войска ПВО Ленинградского военного округа (с 15 марта 1980 г.);
- 6-я отдельная Краснознамённая армия ПВО (с апреля 1986 г.);
- 6-я Краснознамённая армия ВВС и ПВО (с 1 июня 1998 г.);
- 6-я Ленинградская Краснознамённая армия ВВС и ПВО (с 13.09.2005 г.);
- 1-е Ленинградское Краснознамённое командование ВВС и ПВО (с 1 декабря 2009 года);
- 6-я Ленинградская Краснознамённая армия ВВС и ПВО (с 1 августа 2015 года);
- войсковая часть 20032 (до 15.03.1980 г.).

## Командующие армией
- генерал-лейтенант, генерал-полковник[5] Жеребин Дмитрий Сергеевич, 02.1961 — 01.1962;
- генерал-полковник авиации Антонов Николай Дмитриевич, 02.1962 — 04.1965;
- генерал-полковник авиации Кубарев Василий Николаевич, 04.1965 — 1973;
- генерал-полковник артиллерии Смирнов Алексей Григорьевич, 17.08.1973 — 03.1980
- генерал-майор Соколов Александр Викторович, ? — ?
- генерал-майор Кромин Герман Владимирович, 1986 — 06.1987[6]
- генерал-лейтенант Мирук Виктор Фёдорович, 06.1987 — 1990
- генерал-лейтенант Иванов Анатолий Павлович, 1991 — 12.1994[7]
- генерал-полковник авиации Васильев Геннадий Борисович, 12.1994 −07.1998

## Боевой состав армии

### 1961 год
- 18-й корпус ПВО (Тайцы):
  - 11-й гвардейский истребительный авиационный полк ПВО (Горелово, Ленинградская область);
  - 27-й гвардейский истребительный авиационный полк ПВО (Пушкин, Ленинградская область);
  - 29-й гвардейский истребительный авиационный полк ПВО (Горелово, Ленинградская область);
  - 54-й гвардейский истребительный авиационный полк ПВО (Вещево, Ленинградская область);
  - 177-й истребительный авиационный полк ПВО (Лодейное Поле, Ленинградская область);
  - 180-й гвардейский истребительный авиационный полк ПВО (Громово-Саккола, Ленинградская область);
  - 82-й зенитно-ракетная бригада (Ломоносов, Ленинградская область);
  - 83-й зенитно-ракетная бригада (Зеленогорск, Ленинградская область);
  - 84-й зенитно-ракетная бригада (Ваганово, Ленинградская область);
  - 86-й гвардейская зенитно-ракетная бригада (Тосно-2-2, Ленинградская область);
  - 104-й зенитно-ракетный полк (Лопухинка, Ленинградская область);
  - 105-й зенитно-ракетный полк (Первомайское, Ленинградская область);
  - 106-й зенитно-ракетный полк (Углово, Ленинградская область);
  - 169-й гвардейский зенитно-ракетный полк (Васкелово, Ленинградская область);
  - 196-й гвардейский зенитно-ракетный полк (Керстово, Ленинградская область);
  - 555-й зенитно-ракетный полк (Остров, Псковская область);
  - 967-й зенитно-ракетный полк (Таменгонт, Ленинградская область);
  - 2-й радиотехнический полк (Громово, Ленинградская область);
  - 16-й радиотехнический полк (Горелово, Ленинградская область);
- 14-я дивизия ПВО (Таллин):
  - 425-й истребительный авиационный полк ПВО (Ласнамяэ (Таллин), Эстонская ССР);
  - 655-й истребительный авиационный полк ПВО (Пярну, Эстонская ССР);
  - 656-й истребительный авиационный полк ПВО (Тапа, Эстонская ССР);
  - 1142-й зенитно-ракетный полк (Кейла-Йоа, Эстонская ССР);
  - 1176-й зенитно-ракетный полк (Кингисепп (Сааремаа), Эстонская ССР);
  - 898-й зенитно-ракетный полк (Валга, Эстонская ССР);
  - 188-й зенитно-ракетный полк (Тапа, Эстонская ССР);
  - 1-й радиотехнический полк (Маарду, Эстонская ССР);
  - 78-й радиотехнический полк (Таллин, Эстонская ССР);
  - 192-й центр связи (Таллин, Эстонская ССР).

Состав армии до 15 марта 1980 года практически не менялся, за исключением:
- 18-й корпус ПВО:
  - 29-й гвардейский истребительный авиационный полк ПВО расформирован в 1969 году;
  - 27-й гвардейский истребительный авиационный полк ПВО в октябре 1970 года был передан в 10-ю смешанную авиационную дивизию 73-й воздушной армии (10-я истребительная авиационная дивизия с 1980 г., Учарал Алматинская область);
  - 54-й гвардейский истребительный авиационный полк ПВО в июне 1978 года был передан в 5-ю дивизию ПВО (Бесовец, Карелия);
  - 177-й истребительный авиационный полк ПВО в мае 1980 года был передан в состав ВВС Ленинградского военного округа, а в мае 1986 года был возвращен обратно;
  - 180-й гвардейский истребительный авиационный полк ПВО в мае 1980 года был передан в состав ВВС Ленинградского военного округа, а в мае 1986 года был возвращен обратно;
- 14-я дивизия ПВО:
  - 425-й истребительный авиационный полк ПВО, 655-й истребительный авиационный полк ПВО и 656-й истребительный авиационный полк ПВО выбыли из состава дивизии 30.12.1977 г. в состав 76-й воздушной армии, вернулись в состав дивизии 30.04.1986 г.

## Награды
- 6-я отдельная армия ПВО за большие заслуги, проявленные в боях по защите Отечества, успехи в боевой подготовке Указом Президиума Верховного Совета СССР от 22 февраля 1968 года награждена орденом Красного Знамени.

## Дислокация армии
- штаб армии — Ленинград (до 6 сентября 1991 года);
- штаб армии — Санкт-Петербург (с 6 сентября 1991 года);
- части и соединения — Ленинградский военный округ.